# Soosiulus klagesi
Soosiulus klagesi är en insektsart som beskrevs av Young 1977. Soosiulus klagesi ingår i släktet Soosiulus och familjen dvärgstritar. Inga underarter finns listade i Catalogue of Life.